# Alejandra Botero Barco
Alejandra Carolina Botero Barco (Caracas, 28 de julio de 1978) es una economista y politóloga colombiana graduada del Swarthmore College en Estados Unidos. Tiene una maestría en Administración de Empresas (MBA) de la Universidad de Columbia y otra en Gerencia y Gestión de la Innovación de la Universidad Abierta de Cataluña. Fue nombrada directora del Departamento Nacional de Planeación de Colombia el 3 de agosto de 2021 hasta el 7 de agosto de 2022, convirtiéndose en la sexta mujer en ocupar el cargo.

## Biografía
Es la hija mayor de la excanciller y exembajadora de Colombia en España y Estados Unidos Carolina Barco Isakson, y del empresario Mauricio Botero Caicedo. Es nieta del expresidente Virgilio Barco Vargas; y madre de tres hijos (Nicolás, Carolina y Elena). 
En su actividad profesional ha estado vinculada a organismos internacionales, especialmente al Banco de Desarrollo de América Latina (CAF), donde promovió crédito para cuatro países e impulsó el Programa de Fomento a la Innovación Empresarial. Cofundó y dirigió el Impact Hub Caracas, un espacio de cotrabajo para emprendedores; laboró en Mckinsey & Company, donde participó en el diseño de proyectos de planeación y de reingeniería de distintos programas de desarrollo tanto económico como empresarial.
Entre 2019 y 2021 se desempeñó como Consejera Presidencial para la Gestión y el Cumplimiento de la Presidencia de la República de Colombia, donde su experiencia en la banca multilateral contribuyó en la estructuración y dirección de proyectos de inversión para los sectores público y privado del país, así como en otros relacionados con el aumento de la competitividad, la innovación y el emprendimiento. Desde allí promovió la transformación de la gestión pública en las regiones con la creación de 16 Unidades de Cumplimiento.
Botero lideró el seguimiento y gestión de las iniciativas transformacionales del presidente Iván Duque, entre las que se destacan la implementación del Catastro Multipropósito, la puesta en marcha del Marco Nacional de Cualificaciones y la lucha contra la deforestación. 
Como directora del Departamento Nacional de Planeación de Colombia ejecutó la modernización, rediseño y actualización de la entidad a partir de cuatro frentes principales de trabajo: potenciar el papel estratégico del DNP; robustecer la presencia en las regiones; reconocer la especialidad y autonomía en la administración de los recursos del Sistema General de Regalías; y fortalecer las capacidades institucionales y de capital humano de la entidad
Bajo su dirección, el DNP aprobó políticas públicas nacionales de gran importancia como la Transición Energética, para que el país alcance, en el menor tiempo posible, la ‘carbononeutralidad’; la estrategia de Colombia para conquistar el mercado internacional mediante el desarrollo productivo regional; fue la encargada de liderar la creación del documento Visión Colombia 2050, un ejercicio de planeación construido a partir de discusiones con expertos de los sectores público y privado, organizaciones de la sociedad civil, la academia, gremios y la ciudadanía en general donde se contemplan cuatro puntos clave de llegada a 28 años: La carbono neutralidad y la resiliencia climática; La transición productiva del país; La consolidación de la Clase Media; y El desarrollo territorial para la equidad"; y entregó a junio de 2022 un cumplimiento del 80,3 % del Plan Nacional de Desarrollo 2018-2022